# San Carlos II
San Carlos II – jednostka osadnicza w Stanach Zjednoczonych, w stanie Teksas, w hrabstwie Webb.